# Kvastmossa
Kvastmossa (Dicranum scoparium) är mycket vanlig i hela Sverige och arten är den vanligaste bland släktet kvastmossor och växer i såväl skogsmark som hedmark. De lansettlika bladen är 6-7 mm långa och båglikt böjda, ofta ensidigt, säreget för kvastmossornas kvastlikhet.

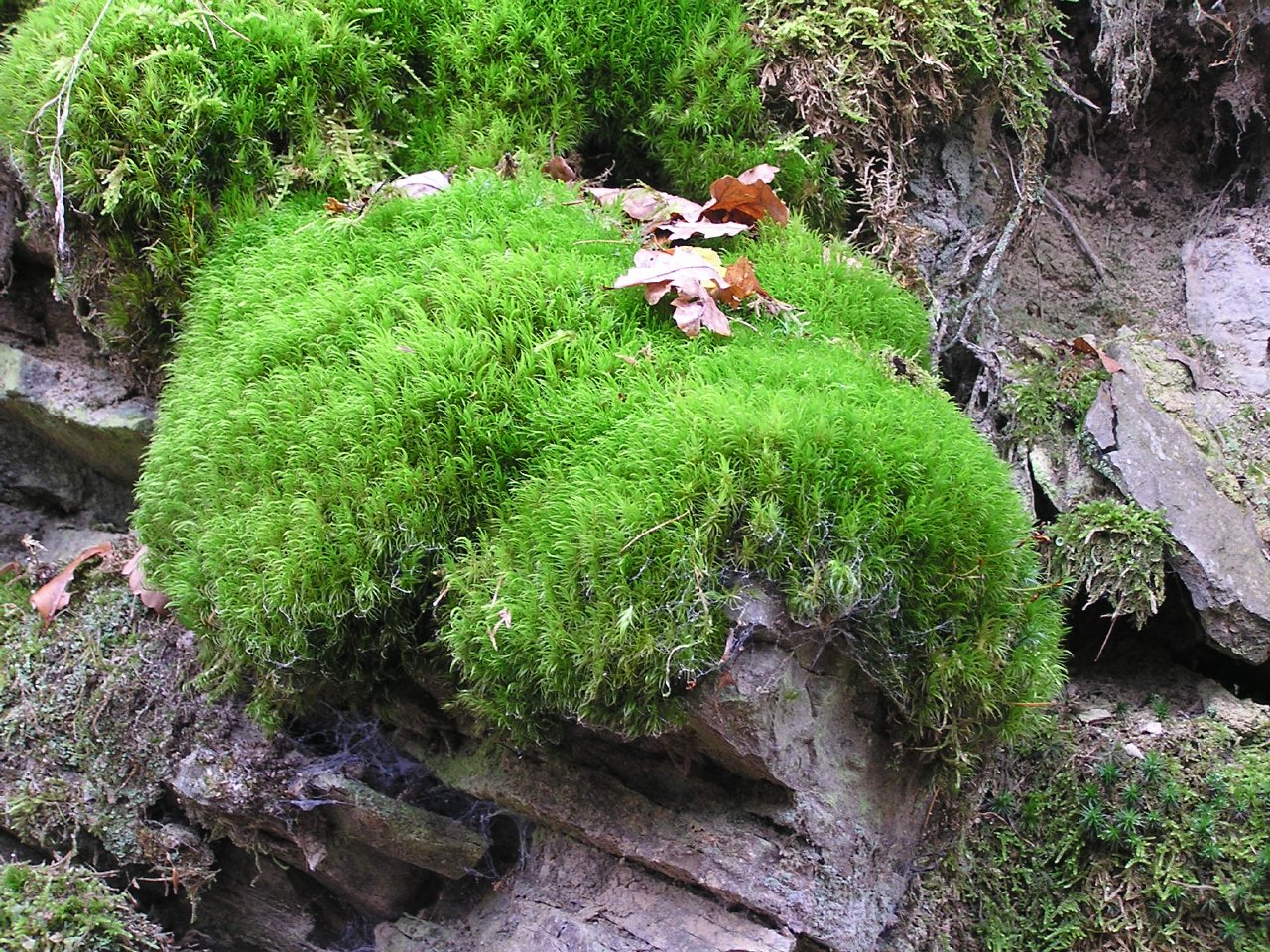
Kvastmossa bildar tuvor på jord, sten och träd.